# Dolophilodes dorca
Dolophilodes dorca là một loài Trichoptera trong họ Philopotamidae. Chúng phân bố ở miền Tân bắc.